# سیارک ۱۲۹۰۹۹
سیارک ۱۲۹۰۹۹ (به انگلیسی: 129099 Spoelhof، نامگذاری:2004XU3) صد و بیست و نه هزار و نود و نهمین سیارک کشف شده‌است که در ۳ دسامبر ۲۰۰۴ کشف شد.